# 國立清華大學原子科學院
國立清華大學原子科學院，簡稱清大原科院，成立於1974年。清大原科院初創之時，設有「原子科學研究所」、「核子工程系」、「核子工程研究所」，為臺灣唯一以核物理學為研究主軸之教育機構。

## 歷史

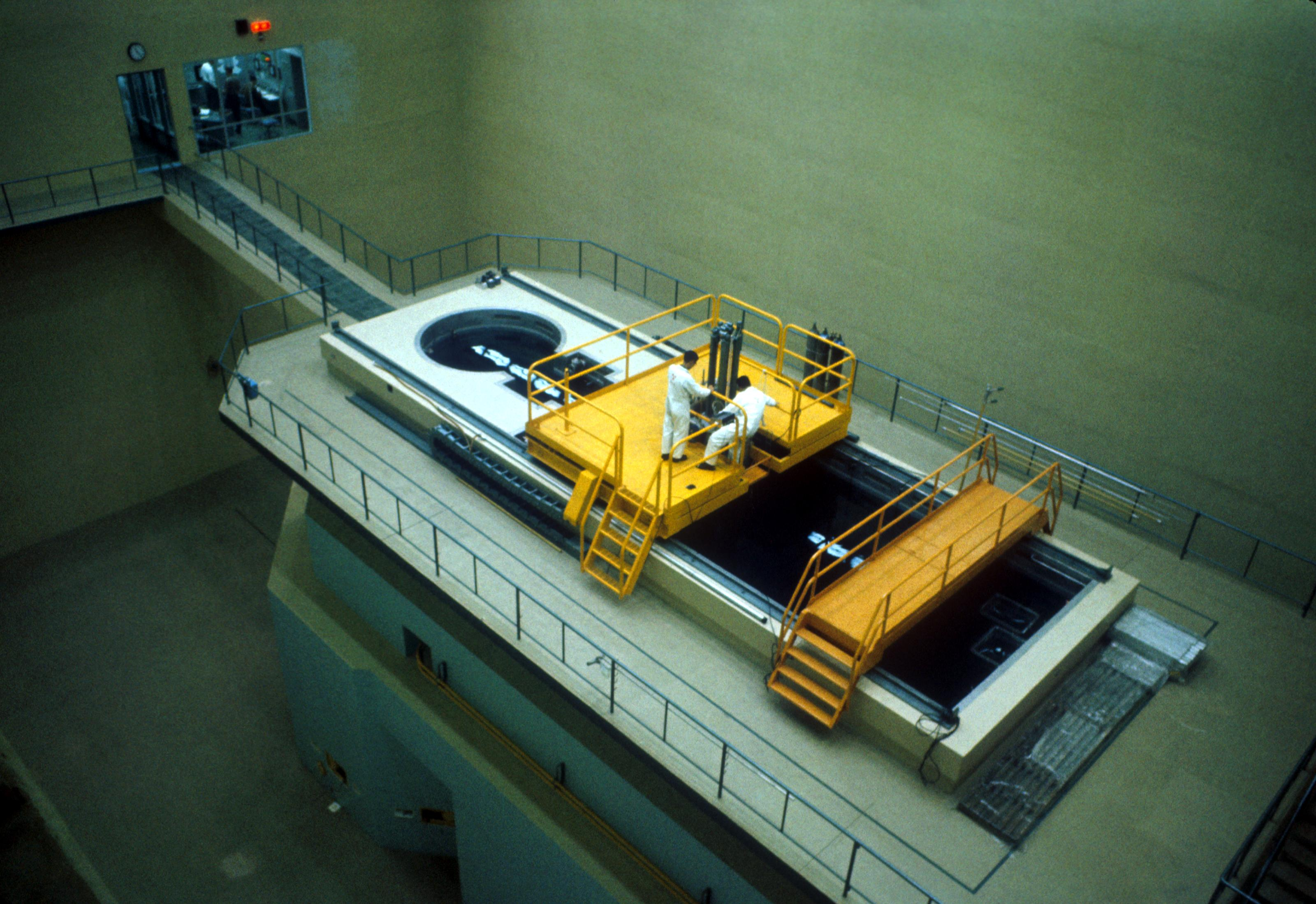
1961年啟用的清華大學水池式反應器，為台灣第一座原子爐

清大1956年在台復校時，最初僅設置「原子科學研究所」，而後於1964年設立核工系和數學系，為清大在台復校後最早建立的兩個科系。在90年代時，國內對於核能發電的輿論衝擊原科院的招生，因此核工系先於1995年改名為「核子工程與工程物理學系」，更於1997年改名為「工程與系統科學系」。。

## 組織

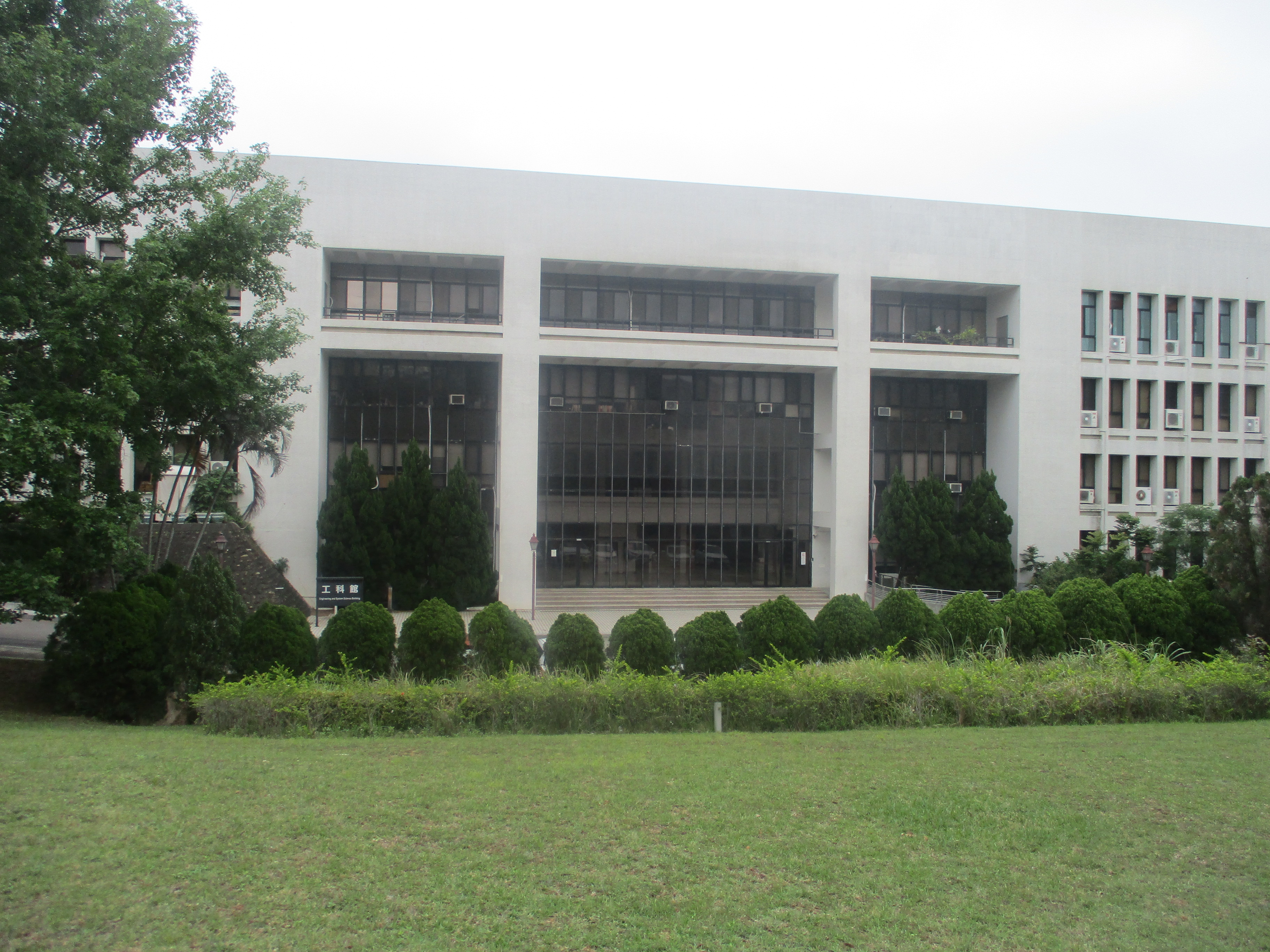
清大工科館

國立清華大學原子科學院組織包含學系、研究所、學士班、博士學程如下列
- 核子工程與科學研究所
- 分析與環境科學研究所
- 生醫工程與環境科學系
- 工程與系統科學系
- 原子科學院學士班
- 臺灣國際研究生學程奈米科學與技術博士生學程
- 環境科技博士學位學程

## 附註
1. ↑  陳月文. . 台灣光華雜誌.   [2023-04-19].
2. ↑  國立清華大學原子科學院策劃整理. . 國立清華大學. 2011-03-01  [2023-04-19]. ISBN 9789866116063. （原始内容存档于2023-04-23）.
3. ↑  . 國立清華大學原子科學院.   [2024-03-06]. （原始内容存档于2024-04-22）.

## 外部連結
- 原子科學院官方網站 （页面存档备份，存于）
- 清大原科院歷史沿革（页面存档备份，存于）